# عباس منوچهری
عباس منوچهری باغبادرانی (متولد ۱۳۳۵ در اصفهان) پژوهشگر ایرانی حوزه علوم سیاسی و استاد تمام گروه علوم سیاسی دانشگاه تربیت مدرس است. او دانش‌آموخته دوره کارشناسی مدیریت از دانشگاه شیراز در سال ۱۳۵۷، کارشناسی ارشد علوم سیاسی از دانشگاه تولیدو در سال ۱۳۵۹ و دکتری علوم سیاسی از دانشگاه میسوری و دوره عالی تاریخ فکری از کالج بوستن در سال ۱۳۶۷ است. او استاد دانشگاه مفید بوده و اکنون استاد دانشگاه تربیت مدرس و عضو جمعیت توحید و تعاون است.
همچنین وی یکی از اعضای هیئت مؤسس انجمن فلسفه میان‌فرهنگی ایران است. در یازدهمین جشنواره بین المللی فارابی، در گروه علوم سیاسی، روابط بین‌الملل و مطالعات منطقه‌ای، دکتر عباس منوچهری باغبادرانی با ارائه کتاب «فراسوی رنج و رویا؛ روایتی دلالتی – پارادایمی از تفکر سیاسی» به عنوان برگزیده سوم در سطح بزرگسال معرفی و تقدیر شد.